# M.A.R.S.
M.A.R.S. was een eenmalig samenwerkingsverband bestaande uit:
- Tony MacAlpine - gitaar en keyboards
- Tommy Aldridge - drums
- Rob Rock - zang
- Rudy Sarzo - bas

De naam van de groep bestaat uit de eerste letters van de achternamen van de bandleden. De band bestond slechts korte tijd voor het uitbrengen van 1 studioalbum. Sarzo en MacAlpine waren al bezig met het schrijven van het album voor zanger Rob Rock erbij kwam.

## Project: Driver
1. Nations on Fire (2:52)
2. Writing on the Wall (3:04)
3. Stand Up and Fight (3:52)
4. Nostradamus (6:14)
5. Unknown Survivor (3:41)
6. Fantasy (3:30)
7. Slave to My Touch (3:35)
8. I Can See It in Your Eyes (4:34)
9. You and I (3:56)

Op verschillende nummers wordt de achtergrondzang gedaan door Bret Douglas, Tommy Cosgrovec, Mark Tate, Dino Alden en Mike Varney. Varney was ook de producer van het album.